# Lyrehalet honninggøg
Den lyrehalede honninggøg (Melichneutes robustus) er en honninggøg i spætteordenen. Den når en længde på 9,5 cm og vejer 55 g. Den lever i det centrale Afrika. Den spiser primært bivoks, men også insekter.